# フォークランド諸島の紋章
フォークランド諸島の紋章は、1948年9月29日に制定されている。紋章の上部は、草の上にいるヒツジが描かれており、下部には帆船が描かれている。この帆船は、1592年にフォークランド諸島を発見したとされているイギリスの探検家ジョン・デイヴィス（John Davis）の乗船・デザイア号（Desire）を意味している 。シールドは、青地に白の波模様が描かれ、スクロール上のモットーには"Desire the Right"と書き入れられている。
ヒツジは諸島の主要産業の一つであり、草(tussock)は諸島でよく見られる植生である。
フォークランド諸島の紋章は、フォークランド諸島の旗（ブルー・エンサイン）及び商船旗（レッド・エンサイン）や総督旗のデザインにも組み込まれている。